# Ennio Flaiano
Ennio Flaiano (n. 5 martie 1910, Pescara, Regatul Italiei – d. 20 noiembrie 1972, Roma, Italia) a fost un scenarist, dramaturg, romancier, jurnalist și critic de dramă italian. 

## Biografie
Flaiano a scris pentru Cineillustrato, Oggi, Il Mondo, Corriere della Sera și alte importante ziare și reviste italiene. 
În 1971, Flaiano a suferit un prim atac de cord. „Toți vor trebui să se schimbe”, a scris el în notele sale. El și-a pus numeroasele lucrări în ordine și le-a publicat, deși cea mai mare parte a memoriilor sale au fost publicate postum. În noiembrie 1972 a început să scrie diverse piese autobiografice pentru Corriere della Sera . 
Pe 20 noiembrie 1972, în timp ce se afla la o clinică pentru un control, a suferit un al doilea stop cardiac și a murit. Fiica sa Lelè, după o lungă boală, a murit la vârsta de 40 ani în 1992. Soția sa Rosetta Rota, matematiciană și mătușa matematicianului Gian-Carlo Rota, a murit la sfârșitul anului 2003.  Întreaga familie este înmormântată împreună la cimitirul Maccarese, lângă Roma. 

## Opera literară
- La guerra spiegata ai poveri (1946)
- Tempo di uccidere (1947)
- Scurtătură (The Marlboro Press, ed. Nouă din 1994)
- Diario notturno (1956)
- La donna nell'armadio (1958)
- Una e una notte (1959)
- Il gioco e il massacro (1970)
- Un marziano a Roma (1971)
- Le ombre bianche (1972)
- La solitudine del satiro (postum, 1973)
- The Via Veneto Papers (The Marlboro Press, 1992)
- Autobiografia del blu di Prussia (postum, 1974)
- Diario degli errori (1977)

### Filmografie
Flaiano a fost un scenarist de succes și a colaborat la mai multe filme notabile, printre care: Roma città libera (1946), Guardie e ladri (1951), The Woman of Rome (1954), Peccato che sia una canaglia (1955), La notte (1961), Fantasmi a Roma (1961), La decima vittima (1965), La cagna (1972). 
Cu Tullio Pinelli , a scris scenariile pentru zece filme ale lui Federico Fellini: Variety Lights (1950), The White Sheik (1952), I vitelloni (1953), La strada (1954), Il bidone (1955), Nopțile din Cabiria (1957), La Dolce Vita (1960), Tentațiile doctorului Antonio episodul din Boccaccio '70 (1962), 8½ (1963) și Julieta Spiritelor (1965).

## Premii și distincții
În 1947, a câștigat Premiul Strega pentru romanul său, Tempo di uccidere (tradus ca: Miriam, A Time to Kill și The Short Cut).
În 1975, a fost creat Premiul Flaiano în onoarea sa. Recunoscând realizările în cinematografie, teatru, scriere creativă și critică literară, premiul internațional este acordat anual în Pescara , orașul natal al lui Flaiano . 